# Blauw walstro
Blauw walstro (Sherardia arvensis) is een plant uit de sterbladigenfamilie (Rubiaceae). De plant komt voor op vochtige, open plaatsen in grasland en wordt als onkruid beschouwd als deze voorkomt op akkers met kalkhoudende grond. Blauw walstro komt van nature voor in het Middellandse Zeegebied. De soort staat op de Nederlandse Rode lijst van planten als vrij zeldzaam en zeer sterk afgenomen.
De plant wordt 15-25 cm hoog en bloeit van juni tot in de herfst met lila, zelden witte,bloemen. De stengels liggen meestal op de grond en zijn ruw. De bladeren zijn aan de rand ook ruw en staan onderaan de stengel in kransen van vier en hoger op de stengel in kransen van zes. De vruchten hebben zes kelktanden.